# Ángel Arocha
Angel Arocha Guillen (n. 23 iunie 1907 – d. 2 deptembrie 1938) este un fotbalist spaniol care a jucat pentru FC Barcelona.

## Palmares
FC Barcelona
- La Liga (1): 1929
- Copa del Rey (1): 1928